# Chapelle du Rosaire de Vence

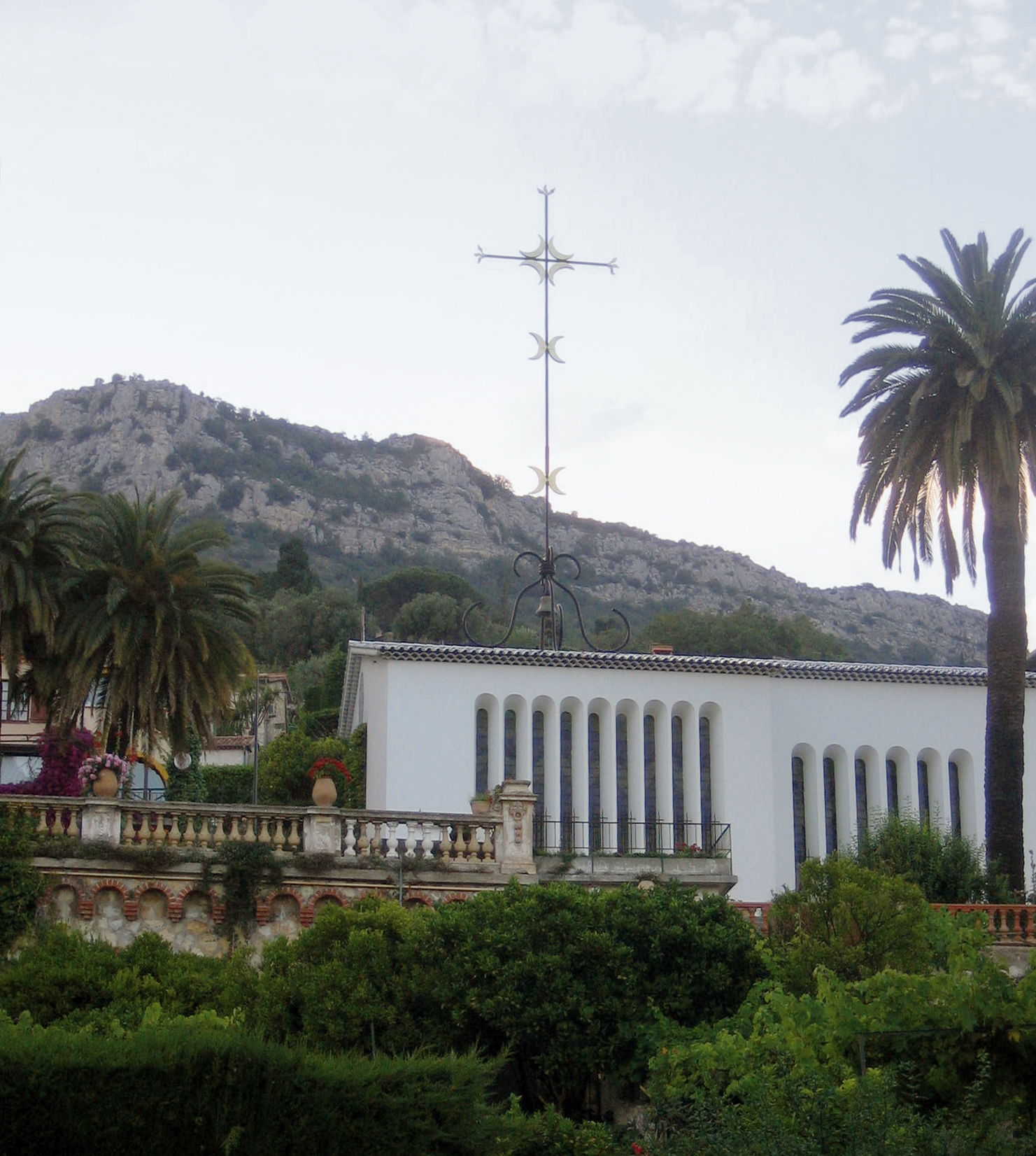
Rosenkranskapellet i Vence.

Chapelle du Rosaire de Vence (Rosenkranskapellet i Vence) ofta refererat till som Matissekapellet är ett litet katolskt kapell som tillhör dominikanernunnorna. Kapellet är beläget i orten Vence, 12 km norr om Nice på franska rivieran. Det är uppfört av arkitekten Auguste Perret och utsmyckat av Henri Matisse och är ett exempel på art sacré. Kapellet uppfördes åren 1949-1951. Utsidan är vitkalkad med blåglaserade takpannor på nedre delen och gula takpannor lagda i sicksackmönster längs nocken. Klocktornet är i stiliserad provensalsk stil, tillverkad i smitt järn. På insidan finns flera verk av Henri Matisse, inklusive textilier som mässhaken.

## Bakgrund
Matisse bodde större delen av året i Nice. Han drabbades av cancer i början av 1940-talet och blev opererad. Under återhämtningen från operationen annonserade han efter "en ung vacker sköterska". En av dem som svarade, och fick anställning, var sjuksköterskeeleven Monique Bourgeois. Senare poserade hon också för konstnären. Monique Bourgeois valde år 1943 att lämna sjuksköterskeutbildningen för att bli nunna och anslöt till dominikanerordens kloster i Vence. Som nunna tog hon namnet syster Jacques-Marie. Matisse köpte sedermera ett hus i Vence och fortsatte att umgås med syster Jacques-Marie. Hon frågade om han var intresserad att formge ett kapell till systrarna och kontaktade också fader Marie-Alain Couturier. Couturier samarbetade vid den här tiden med samtida konstnärer för att skapa och återbygga helgedomar efter andra världskriget, inom ramen för arte sacré-projektet. Matisse, och även klostret, accepterade slutligen år 1947. Matisse påbörjade arbetet vid en ålder av 77 år och tillbringade fyra år med formgivning av arkitekturen, blyinfattningarna, muralmålningarna, interiören och de liturgiska kläderna. Henri Matisse var döpt katolik, men han praktiserade inte religionen innan han påbörjade arbetet med kapellet, han såg formgivningen först och främst som en konstnärlig utmaning. Syster Jacques-Marie avled 2004 i en ålder av 84 år.

## Byggnaden
Kapellet är byggt i en brant sluttning och entrén nås från vägen via en trappa ner. Det har formen av ett L med altaret placerat där båda benen möts och är 15 meter långt och 6 meter brett. Direkt innanför dörren ligger den långa delen av L:et och den var avsedd för studerande vid klostrets skola och kyrkobesökare. Den korta delen av L:et var avsett för nunnorna som bodde och arbetade vid skolan. Båda delarna vetter mot altaret som står i 45 graders vinkel mot respektive del. Skolan är numera stängd, men några äldre nunnor bor fortfarande i klostret.

## Interiör
Altaret är gjort av brun sandsten, valt för att det har brödets färg och refererar därmed till nattvarden. Henri Matisse formgav också altarets bronskrucifix, ljushållarna i brons och det lilla tabernaklet. Den ljushållare i böjt smitt järn som hänger i taket med evig låga är gjord av lokala hantverkare på traditionellt provensalskt vis.

## De blyinfattade fönstren
Matisse la ner mycket tid på formgivningen av fönstren. Det finns tre uppsättningar kyrkfönster med blyinfattat glas. De tre uppsättningarna använder endast tre klara färger. En gul för solen, en grön för växtligheten och en blå för Medelhavet, Rivierans himmel och jungfru Maria. Ljuset färgas av fönstren och återges på den helvita insidan.

## Tre muralmålningar
På väggarna gjorde Henri Matisse tre stycken muralmålningar, på Dominicus, på Maria med Jesusbarnet och en mural på korsvägen. Muralmålningarna är gjorda med svart glaserad färg på vita kakelplattor. Henri Matisses sjukdom gjorde att han satt i rullstol när han skissade på målningarna. Han målade på papper uppsatt på väggen, med penseln fastsatt på en lång stång. Bilderna överfördes sedan till kakelplattorna av hantverkare.

### Dominicus
Dominicus är Dominikanerordens grundare och bilden på honom finns bakom altaret. Enligt kristen tradition ses han som initiativtagare för den katolska rosenkransbönen, efter vilken kyrkan är uppkallad.

### Maria med Jesubarnet
På sidoväggen (till höger från ingången) finns abstrakta avbildningar av blommor och en bild på Maria med Jesusbarnet. Maria omfamnar inte barnet, vilket annars är vanligt på mariabilder, utan hon håller fram Jesusbarnet som sträcker ut sina armar.

### Korsvägen
På den bakre väggen, samma vägg som entrén finns en avbildning på korsvägens fjorton stationer. Vanligtvis avbildas dessa individuellt längs väggarna i en kyrka. Henri Matisse valde att måla samtliga stationer på samma vägg. Korsvägen börjar med station I längst ner till vänster för att gå längs nederkanten till höger. Station V börjar sen längst till höger. Diagonalt upp till det vänstra övre hörnet visas stationerna VI till IX. Stationerna X till XIV visas högst upp.

## Liturgiska kläder
Henri Matisse formgav även de liturgiska kläderna och använde de traditionella  liturgiska färgerna för de olika katolska säsongerna: lila, svart, rosa, grönt och rött. Påven begärde att dessa skulle skickas till Vatikanens nya museum för modern religiös konst. Nunnorna gjorde därför en uppsättning till vilken skickades till Rom.

## Övrigt
Kapellet har två dörrar i snidat trä, också dessa formgivna av Matisse. Det finns en liten souvenirshop i anslutning till kapellet som säljer vykort och andra minnessaker med anknytning till kapellet. Här finns också bilder av Matisse från designandet och byggandet av kapellet och några av hans originalskisser finns utställda. På Centre Pompidou i Paris finns mallarna till de liturgiska kläderna och på Skissernas museum i Lund visas flera av utkasten till muralmålningarna och fönstren.